# بين جيل
بين جيل (بالإنجليزية: Ben Gill)‏ (9 أكتوبر 1987 في المملكة المتحدة - ) هو لاعب كرة قدم بريطاني في مركز الدفاع. لعب مع فوريست غرين وكامبريدج يونايتد ونادي أرسنال ونادي كرولي تاون ونادي واتفورد ونادي تشيلتنهام تاون لكرة القدم ونادي ويموث وRayners Lane F.C. ‏ وNK IB 1975 Ljubljana ‏ ونادي ويلدستون لكرة القدم.

## وصلات خارجية
- بين جيل على موقع قاعدة بيانات كرة القدم.إي يو (الإنجليزية)
- بين جيل على موقع Soccerbase.com (لاعب) (الإنجليزية)